# Gisbert Winnewisser
Gisbert Winnewisser (* 7. September 1936 in Karlsruhe; † 21. März 2011) war ein deutscher Astrophysiker.

## Leben
Von 1972 bis 1979 war Winnewisser wissenschaftlicher Mitarbeiter des Max-Planck-Instituts für Radioastronomie in Bonn. 1979 wurde er Professor an der Universität Köln und Leiter des I. Physikalischen Instituts. 2001 wurde er emeritiert.
1995 erhielt Winnewisser zusammen mit Rudolf Schieder für die Entwicklung eines Submillimeter-Teleskops mit der weltbesten Auflösung, aufgestellt im Kölner Observatorium für SubMillimeter Astronomie auf dem Gornergrat bei Zermatt, den Philip Morris Forschungspreis. Ferner erhielt er den Max-Planck-Forschungspreis für Internationale Zusammenarbeit und die Universitätsmedaille der Universität Helsinki. Das Bundesverdienstkreuz Erster Klasse wurde ihm im Sommer 2006 verliehen.
Nach ihm benannt wurde der Asteroid (99863) Winnewisser.